# Felucia
A Felucia (kiejtése: fölusa, vagy föluszia) a Csillagok háborúja elképzelt univerzumának egyik bolygója. Eredeti neve Galuch.

## A Felix rendszer
A Felucia a negyedik bolygó a rendszerben. A többi bolygó: Coccia, Brembo, Albata Ing, Farasu, Yamime, Tsutai és Imei.

## Leírása
A felszínt leginkább jellemzik a hatalmas, tölcséres gombák, és az áttetsző élőlények, amiken a fény átszűrődik.

## Élővilága
Őshonos növényei agresszívek, éles tüskékkel, nagy erővel kirepülő spórákkal és mérgekkel védekeznek a behatolók ellen.

## Történelme
|  | Alább a cselekmény részletei következnek! |

A Feluciát a gossam faj kolonizálta Y. e. 27 000 -ben, mielőtt nagyobb hasznot hajtó világokat felfedeztek volna.
A korai gossam kolonizáció nem múlt el nyom nélkül. A felszín alatt a porózus földköpenyben olyan kiterjedt hálózatot alakítottak ki, melyben a felszín alatti és a felszíni vizek áramlanak az egész bolygón. Ez lehetővé tette a korszerű vízfeldolgozást, amik néhány kulcsfontosságú helyen létesültek. Ezeken a helyeken a vizet megtisztították és eltávolították belőle a természetes úton benne lévő ártalmas anyagokat.
Paul Ens író több feluciai kolóniáról ír 2005-ös, Evasive Action: Reversal of Fortune című webes képregényében (rajzoló: Thomas Hodges). Ezek között voltak: Kway Teow (ahová Shu Mai visszavonult), Har Gau és Niango. A klónháborúk előtt a Kereskedelmi Céh a markában tartotta ezeket a településeket. Ezeken kívül csak néhány szétszórtan elhelyezkedő, hevenyészve megalakult kolónia létezett, amiket szökött munkások és szakszervezeti tagok alapítottak.
Niangóban egy orvosi létesítményt találtak, amiben idegmérgeket állítottak elő a hadsereg számára. Az ARC egyik elit csapata lerombolta az épületet, de a háborús körülmények megakadályozták, hogy Feluciát megszállják. Így a Céh továbbra is hatalmon maradt ezeken a helyeken, bár sok település mutatta a rombolás jeleit: megsemmisült vagy romos épületek, megrémült lakosság, korlátozott készletek. Shu Mai úgy érezte, hogy a visszavonulása nem békés többé. Makacssága miatt nem akarta elhagyni Feluciát anélkül, hogy a Köztársaság ezért nagy árat ne fizetett volna.
Shu Mai összegyűjtött, finomított és nagyobb mennyiségben előállított olyan, természetes körülmények között is előforduló méreganyagokat, amiket a bolygó megfelelően kiválasztott pontjain elhelyezve a vízhálózatba lehet juttatni. Ha a bolygó az ellenség kezébe jut, a mérgek mindenhova eljutnak, és a levegőbe kerülve megmérgezik a Köztársaság ott lévő katonáit.
Shu Mai végrehajtotta a tervét, és mérgeket bocsátott a vízhálózatba. Ekria, a jedik számítógépes guruja kiszámította, hogyan lehetséges megállítani a méreg terjedését. Ehhez bizonyos szivattyúállomásokat kellett megtámadni, amik erős védelem alatt álltak. Ezek helyszínei: Har Gau, Jiaozi és Niango. A jedi csapatok szétváltak, és ezeket támadták meg.
Ez alatt a küldetés alatt érkezett a 66-os parancs a Coruscantról. Bly klónparancsnok végrehajtotta a parancsot, és könyörtelenül megölte Securát. Galle hadnagy tűzparancsot adott Barriss Offee ellen, ezért a katonák megölték Offee-t. Ekria, Zonder és Drake Lo'gaan padavanoknak sikerült elmenekülniük a mészárlás elől, mert megfejtették a katonáknak adott parancsot, és látták Galle kameráján keresztül, hogy azok őket készülnek megtámadni. A padavanok később a Coruscantra utaztak.
A bennszülött feluciaiak nem jelentek meg egészen a 2008-as The Force Unleashed videójáték megjelenéséig, amit a LucasArts adott ki. Ebben vad törzsekben élő barbároknak ábrázolják őket, akiknek száma, társadalmi felépítése, szokásai titokban maradnak, mert azokat túlságosan veszélyes közelebbről tanulmányozni.
A Felucia fontosságát a Szeparatisták számára a 2005-ben kiadott Del Rey könyv, a Labyrinth of Evil (író: James Luceno) világította meg, amiben Palpatine legfelsőbb kancellár kijelenti, hogy a Felucia, a Mygeeto és a Saleucami bolygók alkotják a „gonosz háromszöget”.

### A Klónháborúk alatt
Időrendben a harmadik film előtt Felucia megjelenik a Klónháborúk című animációs sorozatban. Az első és a második évad között a San Diegóban tartott Comic-Con International vásáron a Csillagok háborúja látványcsarnokában egy élő bemutatót tartottak, amiben a szinkronszínészek a sorozatból adtak elő részleteket.
Ez a második évad Holocron Heist című epizód bevezetőjének számított (író: Paul Dini, rendező: Justin Ridge). Az epizódban láthatók: Anakin Skywalker, Ahsoka Tano, Obi-Wan Kenobi és Plo Koon, amint szembeszállnak a droid katonákkal a bolygó színpompás dzsungeleiben.

## Megjelenése

### A filmekben
Csak A Sith-ek bosszúja című filmben jelenik meg.
Filmsorozatok:
- Star Wars: The Clone Wars (animációs sorozat)

### Videójátékokban
Felucia sűrű dzsungelei több LucasArts videójátékban is feltűnnek.
A Star Wars: Battlefront II-ben (2005, LucasArts) a 182-es és az 501-es klónlégió feladata a szeparatista hadsereg kiűzése a bolygóról.
A játékos a sűrű aljnövényzetben mozog, ahol támadó növényekkel találkozik. Az „acklay” nevű növény eredetileg a Vendaxa bolygóról származik.
A Felucia a fő helyszíne a The Force Unleashed-nek (2008), amiben a bolygót az Erőt érzékelő vad feluciaiak népesítik be. Ők hatalmas, háziasított „rancor”-ok hátán ülnek. Ezeket szintén korábban hozhatták őshazájukból, a Dathomir bolygóról.
A harmadik filmet mintegy ugródeszkaként használva a The Force Unleashed lehetővé teszi a Felucia felfedezését, beleértve a föld alatti barlangokat, egy rancor temetőt, és egy sarlacc-ot.
A történetben a Felucia menedékként szolgál Shaak Ti jedi menekült számára, aki itt képezi ki tanítványát, Maris Brood-ot. A játék központi karaktere Darth Vader titkos tanítványa (Starkiller, vagyis „csillaggyilkos” néven ismert), aki összecsap Shaak Ti-vel egy fénykarddal vívott párbajban. A játék a harmadik és a negyedik film közötti időszakban játszódik.
A Felucia a Star Wars: Empire at War: Forces of Corruption (LucasArts, 2006) játék helyszínéül is szolgál.

### Szerepjátékokban
Star Wars: Roleplaying Game, Saga Edition (2007)

### Képregényekben
- Paul Ens: Evasive Action: Reversal of Fortune webes képregény (rajzoló: Thomas Hodges) (2004, 2005)
- Star Wars Episode III: Revenge of the Sith (2005) – a film hivatalos átirata

### Könyvekben
The Force Unleashed (2008, 2009)

## Forgatási körülmények
A Felucia bolygót A Sith-ek bosszúja című film számára hozták létre. A produkció megkezdése előtt George Lucas pontosította a szövegkönyvet a Csillagok háborúja befejező fejezetének megfelelően. Megbízta a művészeti osztályt, hogy hozzanak létre hét bolygót, amik a Klónok háborújának montázsában szerepelnek majd.
Eredetileg a harmadik epizód egy útibeszámolóval kezdődött volna, amiben rövid áttekintésben azok a konföderációs bolygók jelentek volna meg, amiket a Köztársaság klónjai támadnak.
2002 októberében az akkor még névtelen Felucia furcsa, szerves bolygóként jelent meg, amin hatalmas magasságú gumós növények vannak, amik alatt egy AT-TE vánszorog.
Más, korai munkák hínárral borított bolygót ábrázoltak, amin nagyméretű, antigravitációs magokat köpő növények vannak. Ebből a tervből fejlődött ki a Saleucami bolygó.
Közben a Felucia bizarr látványát tovább fokozták a kacsokkal rendelkező, átlátszó felületű  növények. Mindezeket felhasználva alakult ki a Felucia világa, ami végül is megjelenik a filmben.
A Klónháborúk montázsa átalakult a 66-os parancs montázsává – ez a tragikus esemény a harmadik epizódban játszódik, amikor a klónok felsőbb parancsra a jedi tábornokaik ellen fordulnak.
A forgatókönyvben Aayla Secura a Felucián állomásozik, és vele együtt vannak Adi Gallia és Barriss Offee jedi mesterek is. Ez a készítés során módosult, és a végső filmváltozatban csak Aayla jelenik meg.
A kinézetet az ILM Model Shopjának koncepciós művészei alkották meg, akik egy részletes asztali modellt hoztak létre, amin a környezetet, a textúrákat, az árnyékokat és magát a fényt lehetett tanulmányozni. Ezekből a tanulmányokból az ILM digitális művészei megalkották a Felucia modelljét, amit számítógéppel jelenítettek meg. Kulcselem volt a gumiszerű, átlátszó élővilág: a növényzet és az állatok is bizonyos fokig áttetszőek voltak, és megváltoztatták a rajtuk áteső fény színét.

## Fordítás
- Ez a szócikk részben vagy egészben  a   Felucia című angol Wikipédia-szócikk fordításán alapul.  Az eredeti cikk szerkesztőit annak laptörténete sorolja fel. Ez a jelzés csupán a megfogalmazás eredetét és a szerzői jogokat jelzi, nem szolgál a cikkben szereplő információk forrásmegjelöléseként.